# Samet Aybaba
Samet Aybaba (* 3. September 1955 in Adana) ist ein türkischer Fußballtrainer und ehemaliger Fußballspieler.

## Spielerkarriere
Er begann seine Karriere bei İskenderunspor. Danach wechselte Aybaba in der Saison 1977/78 zu Beşiktaş Istanbul. Er spielte dort als Abwehr- und Mittelfeldspieler. Er spielte 334 Spiele für Beşiktaş und erzielte 7 Tore. Er gewann zwei Meisterschaften, einen Präsidenten-Pokal, einen Premierminister-Pokal und zwei Pokale des Türkischen Sportjournalisten-Vereins. Er trat nach dem Ende der Saison 1987/88 zurück.

## Trainerkarriere
Er trainierte Klubs wie MKE Ankaragücü, Kayseri Erciyesspor, Vanspor, Adana Demirspor, Gaziantepspor, Trabzonspor und BB Ankaraspor. Aybaba gewann zweimal als Trainer den türkischen Pokal mit Trabzonspor gegen Gençlerbirliği Ankara.
Die Saison 2012/2013 trainierte Aybaba Beşiktaş Istanbul als Cheftrainer. Am Ende der Saison belegte er mit seiner Mannschaft den 3. Platz. Sein Vertrag wurde am 27. Mai 2013 aufgelöst und Aybaba unterschrieb zur Saison 2013/14 einen Einjahresvertrag bei Medical Park Antalyaspor. Nachdem er mit diesem Verein Anfang März 2014 in die Abstiegsregion gerutscht war, trat er von seinem Amt zurück.
Zur Saison 2014/15 wurde er beim Zweitligisten Adana Demirspor als sportlicher Direktor eingestellt. Zur Saison übernahm er den Verein als Trainer. Wenige Tage nach der Bekanntmachung dieser Einstellung als Cheftrainer, wurde die Vereinbarung wieder aufgelöst.
Im November 2015 übernahm er den abstiegsgefährdeten Verein Eskişehirspor. Mit diesem bewahrte er sich bis zum letzten Spieltag die Chance auf den Klassenerhalt, verfehlte diesen aber schließlich. Mit Saisonende verließ er den Verein wieder.
Ab dem März 2017 begann er beim Zweitligisten Sivasspor als Cheftrainer zu arbeiten, mit denen er als Meister direkt in die Süper Lig aufstieg. Nach einer weiteren Saison wurde sein Vertrag nicht verlängert. 
Es folgten weitere Trainerstationen wie Bursaspor, mit denen er abgestiegen ist, und zum zweiten, bzw. dritten Mal Kayserispor.
Am 22. Februar 2021 übernahm er wieder Adana Demirspor, mit denen er zum zweiten Mal Zweitligameister wurde und somit direkt in die Süper Lig aufstieg.

## Erfolge
Als Spieler
- Beşiktaş Istanbul
  - Türkischer Fußballmeister: 1981/82, 1985/86
  - Cumhurbaşkanlığı Kupası: 1986

Als Trainer
- Mit MKE Ankaragücü
  - Türkischer Fußballpokalfinalist: 1990/91
- Mit Gençlerbirliği Ankara
  - Türkischer Fußballpokalsieger: 2000/01
- Mit Trabzonspor
  - Türkischer Fußballpokalsieger: 2002/03
- Mit Sivasspor
  - TFF 1. Lig-Meister: 2016/17
- Mit Adana Demirspor
  - TFF 1. Lig-Meister: 2020/21